# Semiothisa uniformis
Semiothisa uniformis là một loài bướm đêm trong họ Geometridae.